# Buironfosse
Buironfosse é uma comuna francesa na região administrativa de Altos da França, no departamento de Aisne. Estende-se por uma área de 17,6 km². Em 2010 a comuna tinha 1 179 habitantes (densidade: 67 hab./km²).